# Beiuș
Beiuș (în maghiară Belényes, în germană Binsch) este un municipiu în județul Bihor, Crișana, România, format din localitățile componente Beiuș (reședința) și Delani.

## Etimologie
- 1270 Benenus, Belynes, Belenjnes (probabil provenind din cuvântul maghiar bölény = zimbru, Bölényes indicând un loc unde erau frecvenți zimbrii)
- 1332 sacerdos de villa Belenus
- 1441 libera civitas Belynes
- 1451 oppidum Belynes

## Așezare
Din depresiunea Beiușului, municipiul Beiuș este cel mai mare oraș străbătut de Crișul Negru, adăpostește multe așezări dintre care cea mai importantă este orașul Beiuș. Beiușul este unul din cele mai vechi orașe ale județului. Este situat în sud-estul județului Bihor la 62 km de Oradea, la poalele Munților Apuseni în Crișana. Beiușul se află pe unul din principalele culoare de circulație rutieră și de dezvoltare la nivel județean, fiind străbătut de DN 76 care face parte din E 79.

## Istorie

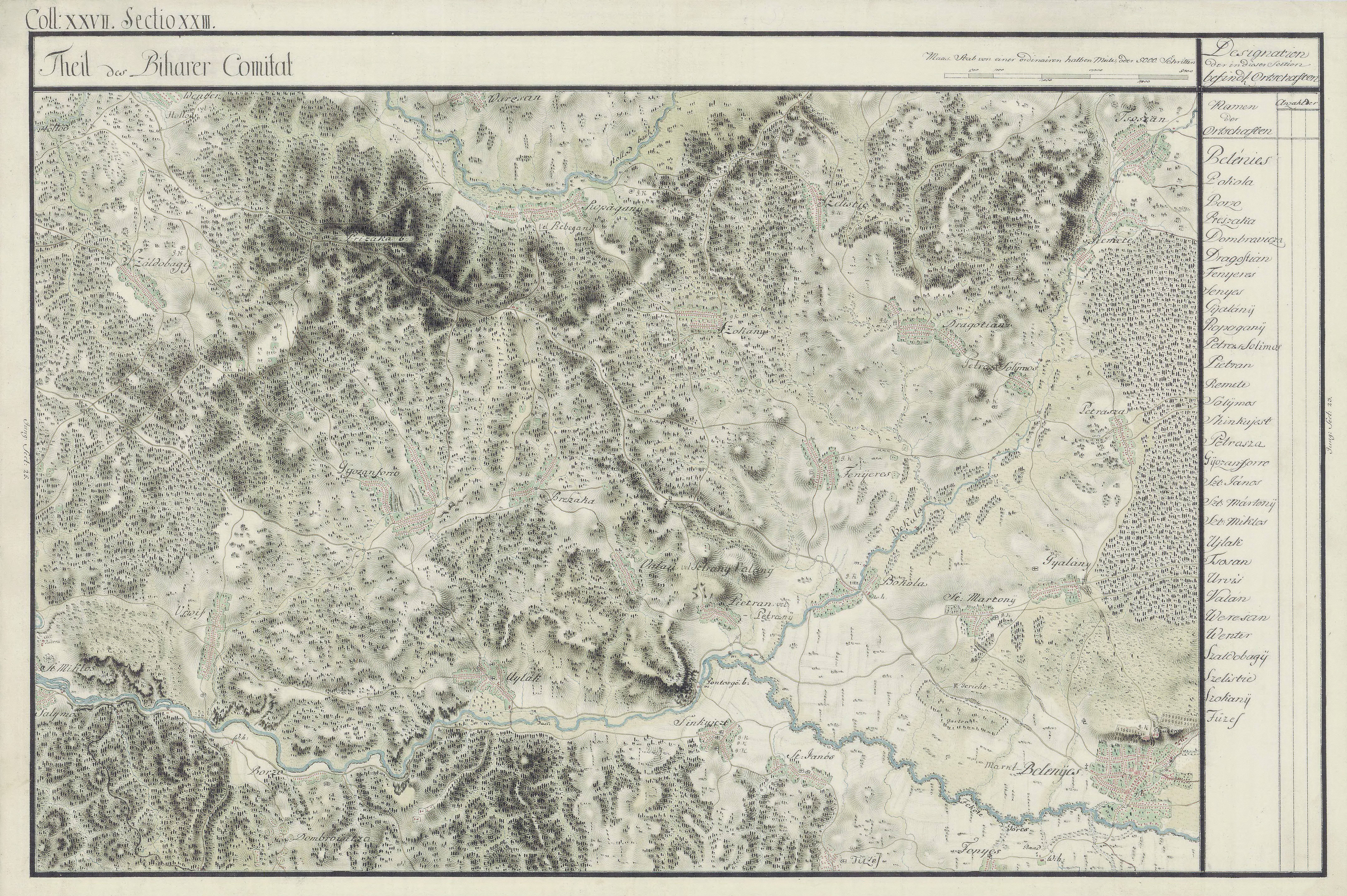
Beiuș în Harta Iosefină a Comitatului Bihor, 1782-85

Beiușul este atestat ca așezare înainte de anul 1096. Ca oraș a existat dinainte 1241, dovadă fiind că la 1241 se vorbește de un district al Beiușului complet pustiit de tătari în timpul invaziilor de la 1241–1246.
În documentele din perioada 1291-1242 localitatea apare cu toponimele Benenus, Benens, Belenus, Voyuoda de Bivinis sau Belenyes, indicand o regiune cu zimbri. Până la începutul secolului al XX-lea s-a folosit mai mult denumirea de Binș (și continuă să fie numit așa în graiul regiunii).
In 28 octombrie 1454 ii este atribuita denumirea de oras.
Într-un document emis la 27 noiembrie 1413 de către episcopul Andrea Scolari a fost menționat faptul că la Beiuș exista o biserică cu  hramul Sfânta Agatha „pe locul celei vechi”, care era a doua catedrală episcopală după cea de la Oradea. Ruinele acesteia pot fi văzute în cimitirul romano-catolic din deal. Actuala biserică romano-catolică din Beiuș, monument istoric, datează de la mijlocul secolului al XVIII-lea.
Documentele atestă că în secolul al XVIII-lea în orașul Beiuș și împrejurimi, înfloresc agricultura, meștesugurile, comerțul, astfel că spre sfârșitul secolului și începutul noului secol districtul Beiuș cuprindea un târg (Beiușul) și 72 de sate.
La sfârșitul secolului al XVIII-lea a fost ridicată biserica română unită cu hramul Sf. Dumitru, sfințită în anul 1800 de episcopul Ignațiu Darabant.
Ceea ce a impulsionat în mod deosebit dezvoltarea orașului și ridicarea sa culturală a fost înființarea în 1828 de către episcopul Samuil Vulcan a unui gimnaziu român unit (greco-catolic), devenit în 1998 Colegiul Național "Samuil Vulcan". Înființarea gimnaziului de la Beiuș a fost un eveniment de mare însemnătate pentru românii din Transilvania, deoarece a format intelectuali români care au devenit purtători ai emancipării culturale și politice a românilor transilvăneni.
La 27 noiembrie 1918, în localul Casinei Române, a avut loc adunarea electivă a cercului electoral Beiuș-Vașcău, în care din ordinul Consiliului Național Român Central au fost aleși 5 delegați pentru Marea Adunare Națională de la Alba Iulia, printre care și beiușenii Ioan Ciordaș și Ilarie Crișan.
După primul război mondial se impunea ca o necesitate redresarea economică a Țării Beiușului. Reforma agrară din 1921 a adus unele îmbunătățiri, contribuind la dezvoltarea relațiilor de producție capitaliste din agricultura și ameliorând situația materială a unei părți a țărănimii.
Perioada Dictatului de la Viena a fost dificilă pentru orașul Beiuș care, fiind situat în partea care netransferată Ungariei, a devenit reședință de județ, unde au fost mutate toate autoritățile și instituțiile județene, cu personalul lor. În plus, a trebuit să facă față unui mare număr de refugiați din zonele cedate (Ungariei), în condițiile în care orașul și locuitorii nu erau suficient de înstăriți. Cu toate acestea, în oraș existau comercianți, mici meseriași, cca. 236 funcționari, dispensar, spital precum și instituții publice: prefectura, primăria, judecătoria mixtă, comisariatul de poliție, percepția fiscală, garda financiară, ocolul silvic, oficiul PTT, spitalul de stat, gara CFR, regimentul 35 artilerie, biserici, școli. În oraș mai funcționau o sală de teatru, cinematograf, hotel, cămin de ucenici.
În data de 22 decembrie 1989 a avut loc o adunare populară de amploare în centrul orașului. Ca primar a fost desemnat inginerul Laurențiu Dale, iar în curând, prin formarea CFSN-ului, prin participarea reprezentanților partidelor politice noi sau reînființate și a organizației de tineret “Forum”, orașul a avut și for administrativ.
Primarii Beiușului de după 1989 au fost: Ioan Dărăban (1990-1992), Ion Popa (1992-1996), Octavian Codreanu (1996 -2000), Silviu Odobasianu (2000-2004;2004-2008), Adrian Nicolae Domocoș (2008-2012; 2012-2016),     Petru Căluș Mlendea (2016-2020). În prezent primarul municipiului este Gabriel Popa.

## Date generale
- Relief:

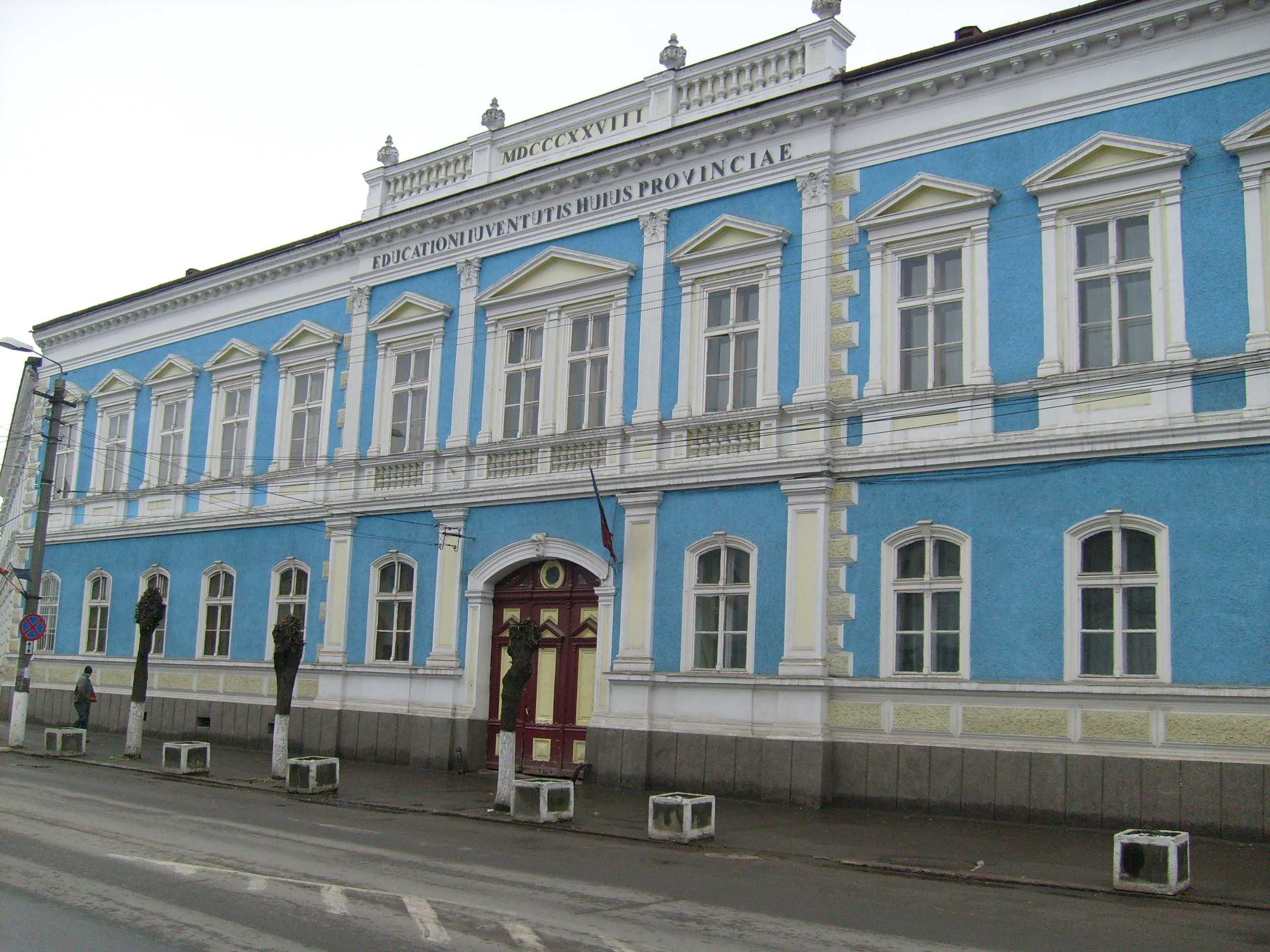
Colegiul Național „Samuil Vulcan”

Orașul este înconjurat de lanțuri muntoase cele mai înalte creste ale Apusenilor, Munții Bihor, Munții Codru Moma, Masivul Vlădeasa și Pădurea Craiului. Orașul Beiuș este așezat pe malul drept al Crișului Negru, fiind străbătut de Valea Nimăiești (afluent al acestuia), care împarte orașul în două părți.Beiușul se află pe unul din principalele culoare de circulație rutieră de dezvoltare la nivel județean, fiind străbătut de DN 76 care face parte din culoarul european E 79. Face parte din Regiunea de Dezvoltare 4 Nord – Vest.
- Teritoriu:
  - teren arabil 1252 ha
  - pășuni 620 ha
  - fânețe 74 ha
  - vii și pepiniere 1 ha
  - total teren agricol 1850 ha
  - păduri și alte terenuri cu vegetație forestieră 199 ha
  - ape 31 ha
  - zone pentru construcții (intravilan și extravilan) 267 ha
  - total teren neagricol 596 ha.

## Demografie
Componența etnică a municipiului Beiuș
     Români (81,3%)
     Maghiari (5,03%)
     Romi (4,88%)
     Alte etnii (0,36%)
     Necunoscută (8,42%)
Componența confesională a municipiului Beiuș
     Ortodocși (72,93%)
     Penticostali (6,48%)
     Reformați (4,08%)
     Greco-catolici (1,85%)
     Baptiști (1,78%)
     Romano-catolici (1,44%)
     Alte religii (1,86%)
     Necunoscută (9,59%)
Conform recensământului efectuat în 2021, populația municipiului Beiuș se ridică la 9.745 de locuitori, în scădere față de recensământul anterior din 2011, când fuseseră înregistrați 10.667 de locuitori. Majoritatea locuitorilor sunt români (81,3%), cu minorități de maghiari (5,03%) și romi (4,88%), iar pentru 8,42% nu se cunoaște apartenența etnică. Din punct de vedere confesional, majoritatea locuitorilor sunt ortodocși (72,93%), cu minorități de penticostali (6,48%), reformați (4,08%), greco-catolici (1,85%), baptiști (1,78%) și romano-catolici (1,44%), iar pentru 9,59% nu se cunoaște apartenența confesională.
|  | Graficele sunt indisponibile din cauza unor probleme tehnice. Mai multe informații se găsesc la Phabricator și la wiki-ul MediaWiki. |

Date: Recensăminte sau birourile de statistică - grafică realizată de Wikipedia

## Politică și administrație
Municipiul Beiuș este administrat de un primar și un consiliu local compus din 17 consilieri. Primarul, Gabriel-Cătălin Popa[*], de la Partidul Național Liberal, este în funcție din 2020. Începând cu alegerile locale din 2024, consiliul local are următoarea componență pe partide politice:
|  | Partid                                 | Consilieri | Componența Consiliului | Componența Consiliului | Componența Consiliului | Componența Consiliului | Componența Consiliului | Componența Consiliului | Componența Consiliului | Componența Consiliului | Componența Consiliului | Componența Consiliului |
|  | -------------------------------------- | ---------- | ---------------------- | ---------------------- | ---------------------- | ---------------------- | ---------------------- | ---------------------- | ---------------------- | ---------------------- | ---------------------- | ---------------------- |
|  | Partidul Național Liberal              | 10         |                        |                        |                        |                        |                        |                        |                        |                        |                        |                        |
|  | Partidul Social Democrat               | 4          |                        |                        |                        |                        |                        |                        |                        |                        |                        |                        |
|  | Alianța Dreapta Unită                  | 2          |                        |                        |                        |                        |                        |                        |                        |                        |                        |                        |
|  | Uniunea Democrată Maghiară din România | 1          |                        |                        |                        |                        |                        |                        |                        |                        |                        |                        |

### Primari
- 1961-1964: Moise Bulc
- 1964-1968: Ioan Romocia
- 1968-1974: Teodor Petruțiu
- 1974-1979: Gavril Butuc
- 1979-1984: Vasile Clepce
- 1984-1989: Vasile Codreanu
- 1989-1990: Laurențiu Dale
- 1990-1992: Ioan Dărăban
- 1992-1996: Ion Popa

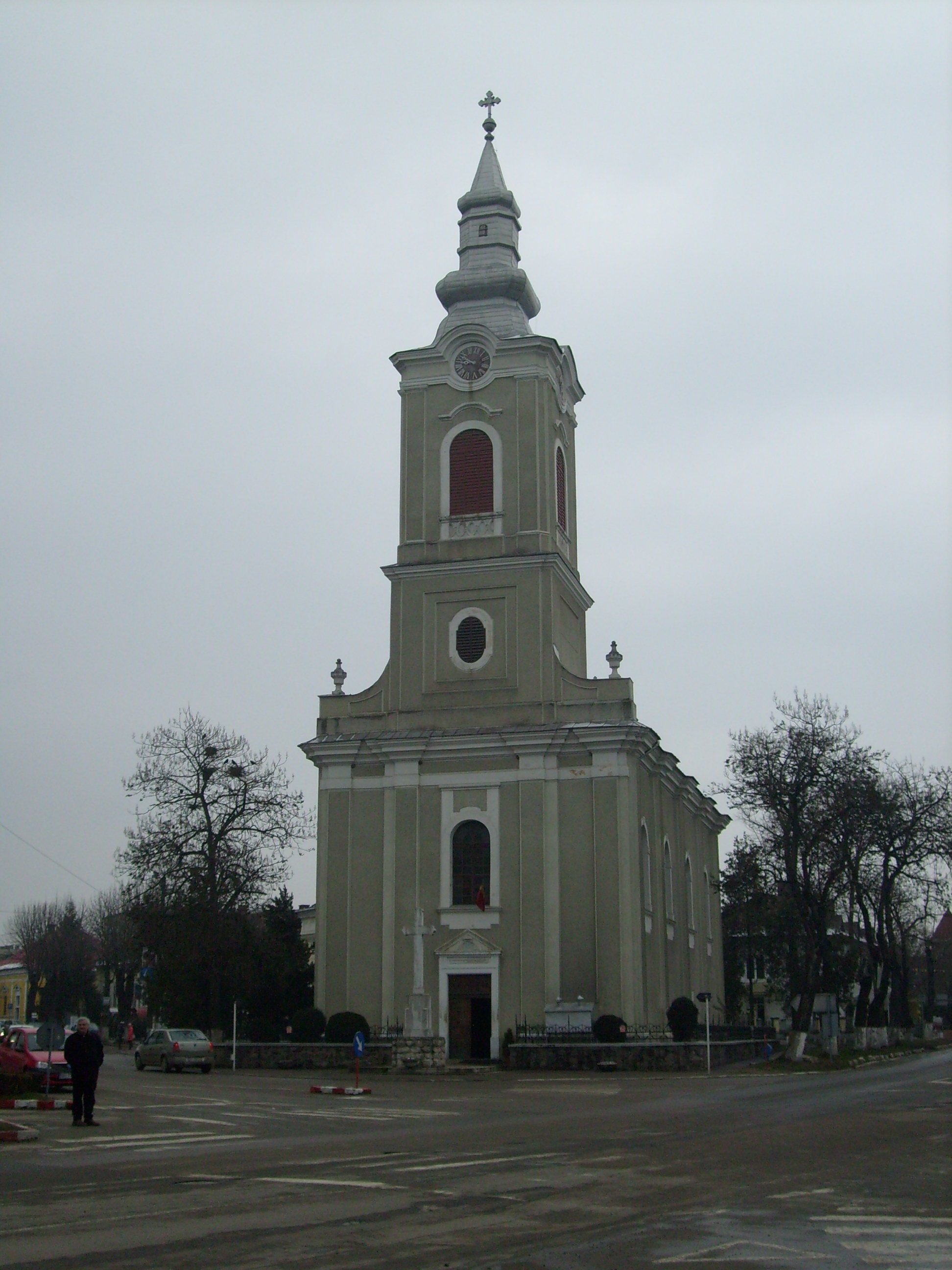
Biserica „Sf. Dumitru”

- 1996-2000: Octavian Codreanu (Partidul_Democrat_Liberal_(România))
- 2000-2008: Nicu Silviu Odobasianu (Partidul_Social_Democrat_(România))
- 2008-2016: Adrian Domocoș (Partidul_Național_Liberal_(România))
- 2016-2020: Petru Mlendea-Căluș (PNL)
- 2020-prezent: Gabriel-Cătălin Popa (PNL)

## Economie
Încă de la mijlocul secolului al XIV-lea în Țara Beiușului se află cea mai mare parte a Domeniului Beiuș al Episcopiei Romano-catolice de Oradea cu sediul si administrația în Beius, domeniu care dezvoltă în zonă activități de exploatare si prelucrare primară a lemnului, activități de exploatare si prelucrare a minereurilor de fier, cupru si metale prețioase, a marmurei, diverse manufacturi si ateliere meșteșugărești de fierărie, tăbăcărie, cizmărie, tâmplărie, croitorie, comerț etc., în cadrul cărora munceau un important număr de salariați. În a doua jumatate a secolului al XVIII-lea constituindu-se si breslele.Datorita dezvoltării economice autoritățile imperiale ale vremii încă de la mijloc de veac al XIV-lea acorda Beiusului dreptul de a organiza peste an 4 târguri de țară și târgul săptămânal de fiecare joi.
După anul 1900 si în Beius apare mica industrie exprimata în câteva unități cuprinzând între 25-30 de salariați. Este vorba de Întreprinderea economică moara sistematică, Uzina electrică (1910), Fabrica de gheață și moara de ulei S.A. (1931) Fabrica de cărămidă, Fabrica de spirt, Fabrica de biscuiți etc.Apar unități de interes economic printre care: Cooperativa agricolă "Beiușană" (1935), Cooperativa forestieră "Bradul Beiușului" (1937), Cooperativa "Doina învățătorilor" (1944) și altele.
După primul război mondial se impunea ca o necesitau redresarea economică a Țării Beiușului lipsită de industrie cu o populație săracă ce dispunea de insuficiente mijloace de trai.Situația clasei muncitoare se înrăutățește, muncitorii solicitau intervenția ziarului “Beiușul” pentru a găsi un loc de muncă. Singura sursă de câștig era munca la pădure, dar guvernul oprește exploatarea lemnului ceea ce lovește crunt mai ales satele din zona montană.La reforma agrară din 1921, în Beiuș sunt împroprietărite 144 persoane cu terenuri în intravilan și 108 cu terenuri în extravilan.Deși a avut scăderile ei in concepție și mai ales in aplicare, reforma agrara a contribuit la dezvoltarea relațiilor de producție capitaliste din agricultură și a îmbunătățit situația materială a unei pâr ti a țărănimii.In perioada interbelică relațiile de producție capitaliste se fac simțite și in Beiuș. 
In Beiuș sunt aproximativ 119 comercianți și tot atâția meseriași la o populație de 4293 locuitori la finele anului 1930.
Dezvoltarea economică și demografică a orașului Beiuș a fost destul de lentă până la reforma administrativ-teritorială din 1968, când în oraș sunt amplasate o seamă de instituții având caracter teritorial printre care: Oficiul muncii, ADAS, Oficiul de gospodărire a apelor, Depozitele UJCOOP, Tribunalul teritorial, Judecătoria, filiala Băncii Naționale și altele care au oferit noi locuri de muncă. Dintre secțiile având un caracter productiv amintim: Șantierul de drumuri, Coloana auto și Serviciul de investiții IMTF, Coloana ITSAIA, Șantierul TCL etc.În anul 1972 a fost data în folosință Fabrica de Mobilă, iar în 1977 intră în producție Fabrica de Mașini de Găurit.
Locuitorii din Țara Beiușului sunt într-o relație de dependență cu orașul Beiuș, care le asigură locuri de muncă, posibilități de aprovizionare, prestații de servicii publice, educaționale și culturale. Orașul a devenit municipiu în anul 2004 și are o populație de circa 15 mii locuitori.
Schimbările de după 1989, trecerea la economia de piață au bulversat viata economică a Beiușului. Din peisajul economico-industrial au dispărut unități specifice fostei industrii socialiste, iar altele și-au redus foarte mult activitatea: Cooperația meșteșugăreasca, Cooperația de consum, S.C. Beiușana etc. Și în aceste condiții deosebit de grele, datorita interesului si strădaniilor depuse în ultimii ani de administrația comunitara a fost încurajat mediul local de afaceri si atrași investitori externi, astfel ca Beiușul s-a bucurat si se bucura de unul dintre cele mai scăzute procente pe țară a șomajului. La ora actuala în municipiu funcționează peste 340 de agenți economici dintre care un număr destul de important au între 300 si 500 de angajați.
Descoperirea și punerea în valoare a resursei de apă geotermală, a transformat Beiușul în primul oraș din țară încălzit majoritar cu apă geotermală. Implementarea proiectului nerambursabil de 4,3 milioane de euro, va permite racordarea majorității gospodăriilor la beneficiile apei termale, și realizarea unui proiect ambițios de parc acvatermal pe o suprafață de 10 ha, ce va impulsiona covârșitor turismul balnear in Beiuș în strânsă coabitare cu turismul montan practicat în zonele cunoscute ale Țării Beiușului și ale Apusenilor.

## Turism
În anul 2009 a fost lansat proiectul „Beiuș - Oraș Geotermal” și formulată o platformă de dezvoltare prin turismul de agrement balnear local. Beiușul este principalul punct de plecare dinspre vest pentru zonele turistice ale Munților Apuseni (Platoul Carstic Padiș, Peștera Urșilor - Chișcău, Stâna de Vale, Vârtop - Arieșeni).
Ziua municipiului este sărbătorită pe data de 19 aprilie, Ziua eliberării orașului de către trupele Armatei Române în 1919.

### Obiective turistice
- S-au descoperit unele urme străvechi de locuire din paleolitic în toată depresiunea Beiușului, în peșterile de la Chișcău, Valea Sighiștelului, Recaș, Meziad, Câmpani. Pe Piatra Petranilor și la Meziad au fost găsite așezări neolitice fortificate.
- În apropiere de Beiuș se află Stâna de Vale, Pietroasa, Padiș, Valea Sighiștelului, Vârtop-Arieșeni (Groapa Ruginoasă, Ghețarul de la Scărișoara), Lacul Vida.
- Peștera cu Cristale din Mina Farcu, în Roșia (la 20 km de Beiuș).
- Monumentul Eroilor Români din Al Doilea Război Mondial. Monumentul a fost ridicat din inițiativa unor veterani din cea de-a doua conflagrație mondială, la poalele unei coline din apropierea Beiușului. Acesta comemorează luptele purtate pentru eliberarea orașului în toamna anului 1944. Monumentul se distinge prin forma simplă și impresionează prin masivitatea sa. Pe postamentul de formă pătrată, din beton, se înalță o coloană din piatră, placată cu marmură albă, având o înălțime de 5 m. În partea superioară are o decorațiune specific militară. La mijlocul coloanei, pe lățimea sa, este săpat un text.
- Biserica ortodoxă din Centru, edificată la sfârșitul sec. al XVIII-lea, sfințită în anul 1800 de episcopul Ignațiu Darabant (monument istoric)
- Biserica ortodoxă din Deal, cu hramul Sf. Arhangheli Mihail și Gavril (1784-1790), construită pe cheltuiala coloniei de negustori greci și aromâni
- Colegiul Național „Samuil Vulcan”, Liceul Pedagogic, Casina Română
- Biserica romano-catolică, sec. al XVIII-lea (monument istoric)
- Ruinele unei biserici medievale (1413)
- Biserica reformată (1782)

### Zone de agrement
Pădurea Delani, valea Crișului Negru și Valea Nimăieștilor, ștrandul termal

## Educație

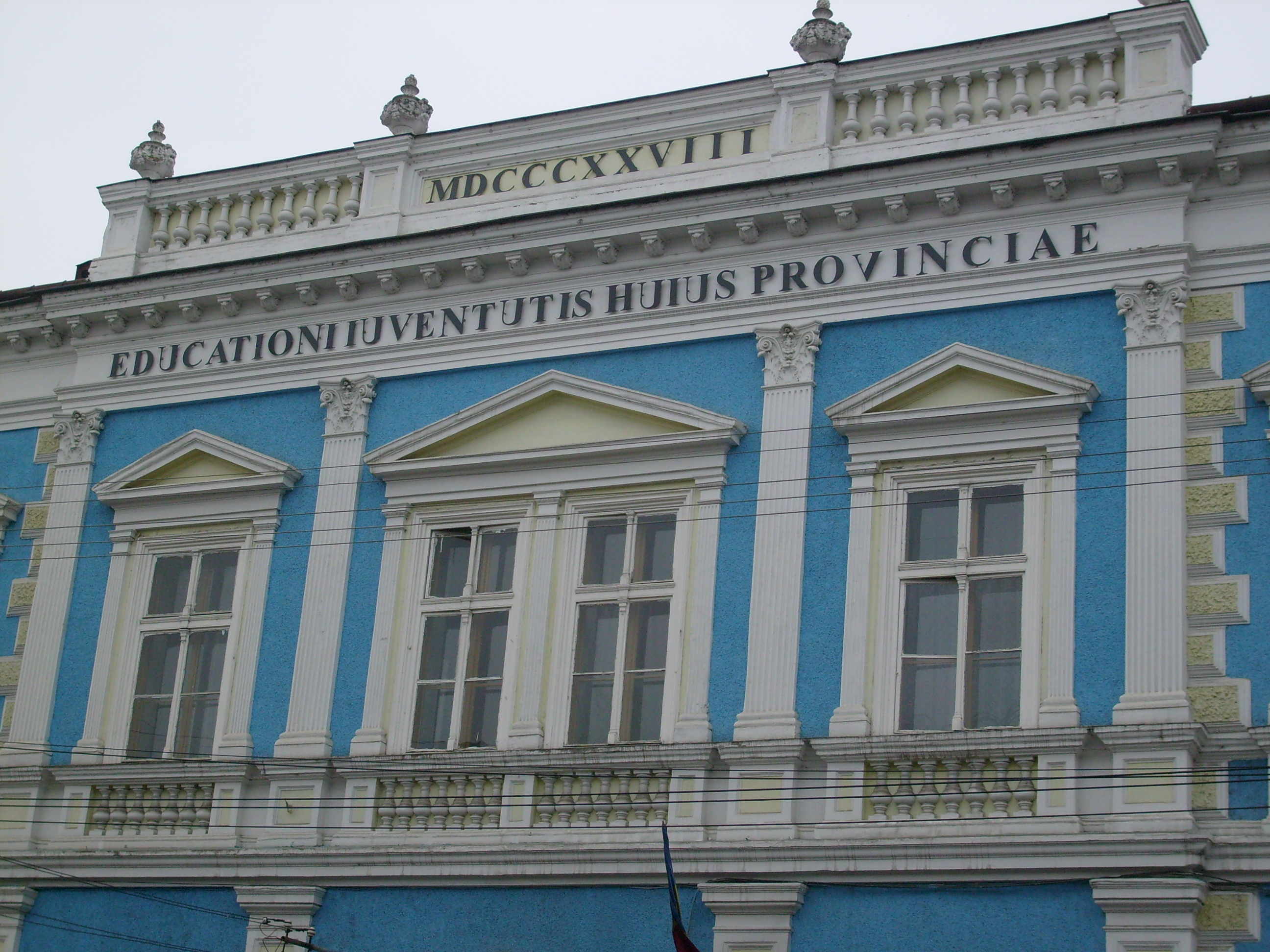
Detaliu din fațada Colegiului „Samuil Vulcan”

- Colegiul Național „Samuil Vulcan” (fondat 1828)
- Colegiul Tehnic „Ioan Ciordaș” (a funcționat ca școală de ucenici din 1885)
- Liceul Pedagogic „Nicolae Bolcaș” (1922)
- Colegiul Universitar Tehnic, filială a Universității din Oradea
- Școala generală cu cls. I- VIII „Ep. Nicolae Popoviciu”
- 2 grădinițe cu program prelungit și o creșă

## Cultură

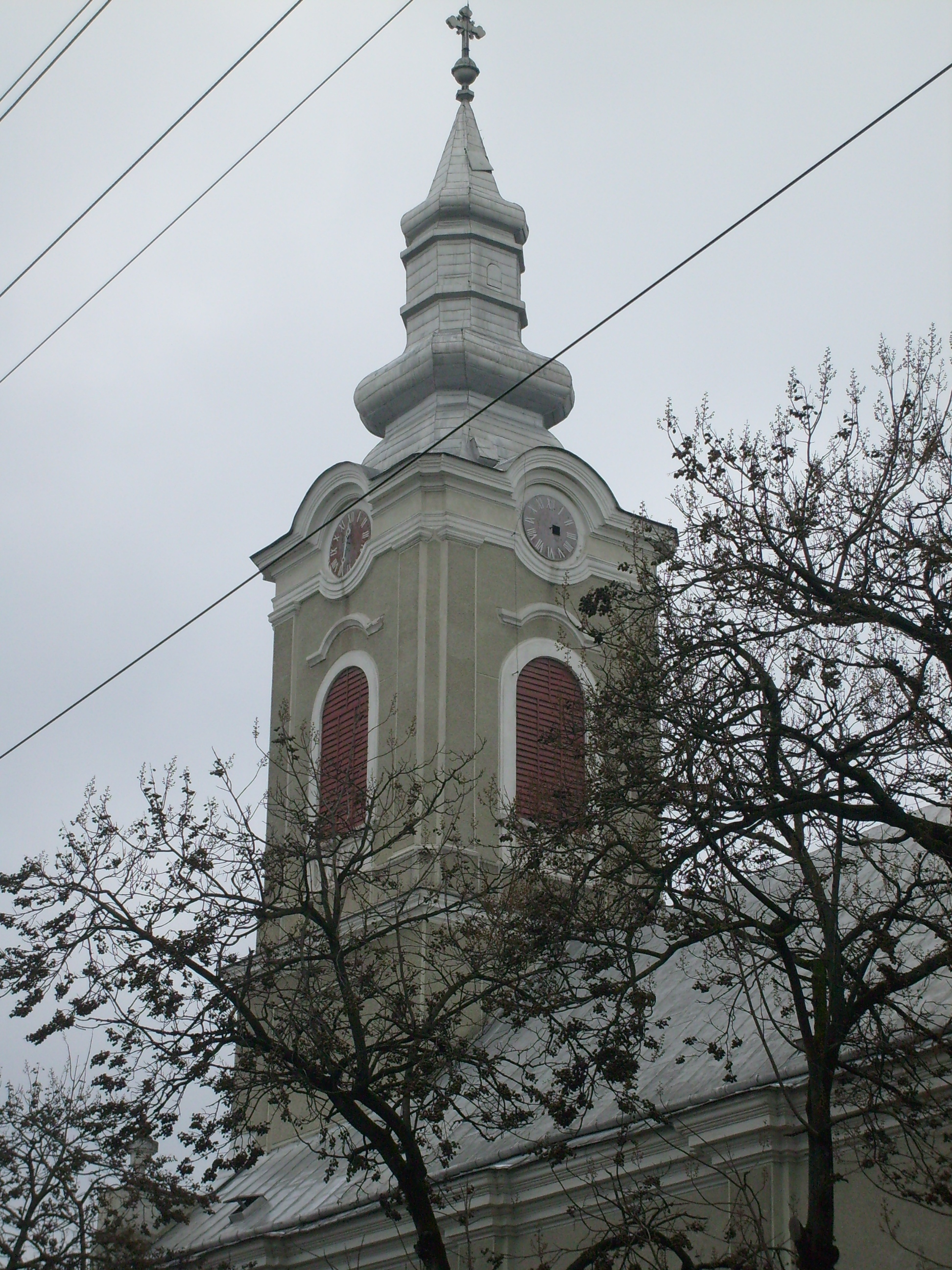
Turla biserici „Sf. Dumitru”

Casa de Cultură Municipală, Biblioteca „Constantin Pavel”, Corul orășenesc Lyra (fondat în 1905), Corurile confesionale „Armonii Liturgice” (ortodox) și „Ioan Bușiția” (greco-catolic), Ansamblul Folcloric „Mlădițe de Tezaur”, Clubul copiilor

## Sănătate
Spitalul Municipal Beiuș deservește o populație de peste 10 de mii de locuitori, cu 13 secții în două staționare (ATI, interne , cardiologie, chirurgie, ortopedie-traumatologie, neurologie, ORL, oftalmologie, pediatrie, obstetrică-ginecologie, neonatologie, boli infecțioase), un ambulator cu cabinete și laboratoare de investigații clinice

## Sport
În urmă cu 102 de ani, la 12 iulie 1921, un grup de tineri beiușeni a pus bazele primului club de fotbal numit "Aurora", condus de renumitul profesor vulcanist Ioan Bușiția - președinte și dr. Emil Pop - secretar. Aveau loc întâlniri între membrii clubului, mai ales în zilele de duminică și în sărbători, apoi, jocuri amicale cu echipe din Arad, Timișoara, Satu Mare, Carei, Ineu și Oradea.
Izvor de talente:
Trebuie amintită și contribuția deosebită a profesorului de educație fizică Victor Marian, de care se leagă primele succese ale tinerilor beiușeni în domeniul fotbalului, după care o serie de jucători beiușeni sunt transferați la cluburile puternice din țară, cum ar fi "U" Cluj, "Venus" București, "Victoria" Cluj, "Dinamo" București, ASA Tg. Mureș și altele. După război, în 1947, echipa "Bihorul" Beiuș a avut în componență o serie de jucători valoroși, doriți de multe echipe din țară, cum ar fi: Gusti Pantea (portar), pantofar în particular, ce se ocupa cu repararea ghetelor de fotbal a coechipierilor săi, Toma (elev), Visu (șofer), Laslău (frizer), Ștefan Giuți (elev), Ilie Cioară (funcționar la bancă), Buțu și Ghță Meza, Ardelean, Bendeu (care venea de la Oradea), Ghiță Țiț (Foiu) - măcelar, Teo Petrugan - administrator la Liceul "Samuil Vulcan", Mitică Reaboiu - contabil, Novicov - elev, Doru Stana - elev, Zare, Fănică Mitroi, Puiu Munteanu - elev, Ioan Delan (Ciociu), Ion Berce (Hipu). Sponsorii echipei erau Faust Găvruța - patronul Librăriei "Doina", Sandu Hărdălău - librar, Pașcu - crescător de oi, Moca, Ghiță Casa - comerciant, Nicu Casa - tâmplar, Vasile Flore (care trăiește și astăzi în Beiuș) - tâmplar, ultimii doi confecționau valize pentru jucători (pentru echipamentul sportiv).
De la Tricolorul la Gloria:
În 1949, Bihorul Beiuș a câștigat detașat titlul regional, cu drept de participare la barajul pentru Divizia B, dar din lipsă de fonduri, locul a fost cedat unei echipe din Oradea. Urmează o perioadă mai lungă, când beiușenii vor juca doar în campionatul județean, fără a se dori promovarea într-o ligă superioară. În 1975, Bihorul Beiuș a câștigat campionatul județean, dar la baraj a fost învinsă de Gloria Arad. Pentru prima dată orașul de pe Crișul Negru a avut echipă în Divizia "C" în 1978 cu sprijinul comandantului de atunci a Unității Militare, general Mihai Lungu, trup și suflet pentru fotbalul beiușean, care a adus la echipa militară "Tricolorul" Beiuș o serie de jucători buni din întreaga țară, dar mai ales din orașul de proveniență,Târgu-Mureș. A fost ajutat mult de colonelul Costică Moglan, originar din Beiuș. Astfel, echipa militară "Tricolorul" Beiuș antrenată de prof. Teodor Moruțiu (Lămâie), fost jucător al Beiușului, ajutat de prof. Ioan Zaha (Bule), a promovat pentru prima dată în Divizia C după ce a câștigat barajul cu Minerul Borșa. Echipa militară a activat timp de trei ani cu bune rezultate în Divizia C, după care echipa a fost mutată la Oradea.
Între Divizia C și Campionatul Județean:
În 1981, Bihorul Beiuș, echipa de suflet a orașului, antrenată de prof. Traian Horge, a promovat în Divizia C, în urma barajului cu Olimpia Gherla. Un rol important l-a avut atunci regretatul primar Gavril Butuc și secretarul său, Florian Dacin, precum și procurorul Puiu Sremcevici, acesta implicându-se în destinele fotbalului beiușean timp de peste 20 de ani, fiind o perioadă și președinte de onoare a clubului beiușean. Echipa a retrogradat în campionatul județean, în ediția 1982-1983. În 1985, beiușenii au izbutit să revină din nou în Divizia C, în urma barajului cu "Recolta" Rozavlea (jud. Maramureș), evoluând însă sub numele de "Gloria" Beiuș. Se mențin în Divizia C, timp de 5 sezoane, iar în ediția 1989/1990 vor retrograda în campionatul județean. Trebuie amintit ajutorul acordat echipei de primarul de atunci Vasile Codreanu și secretarul său, Florian Dacin. (Începuturile fotbalului beiușean - Autor: Viorel Codreanu)

## Servicii sociale
7 cabinete medicale de familie, 11 cabinete medicale de specialitate, 10 cabinete medicale stomatologice, 4 dispensare medicale școlare, 8 farmacii, Centrul de zi ” Surorile Minime” - privat, Orfelinatul “Casa Iosif” - privat, Centrul de plasament “Casa Arc”, "Centrul de zi CIRESARII" care are in grija si cantina sociala a orasului.

## Orașe înfrățite
- Komló, Ungaria (1992)
- Békéscsaba, Ungaria (1999)

## Personalități
- Samuil Vulcan (n. 31 august 1758, Blaj - d. 25 decembrie 1839, Oradea) a fost episcop greco-catolic de Oradea între 1806 și 1839. Este întemeietorul liceului românesc din Beiuș, care astăzi îi poartă numele.
- Partenie Cosma (om politic) (1837-1924), Deputat în Dieta de la Budapesta, senator și director al Băncii Albina din Sibiu
- Iosif Vulcan (n. 31 martie 1841, Holod, Bihor - d. 8 septembrie 1907, Oradea) a fost un publicist și scriitor român, animator cultural, membru al Academiei Române.
- Vasile Mangra (1850-1918), Mitropolit român, istoric, membru titular al Academiei Române
- Mihail Cosma (1883 - 1940), deputat în Marea Adunare Națională de la Alba Iulia 1918, preot
- Nerva Traian Cosma (1897 - ?), deputat în Marea Adunare Națională de la Alba Iulia 1918, primar, jurnalist
- Valeriu Traian Frențiu (1875-1952), Episcop greco-catolic, deținut politic
- Ioan Ciordaș (n. 25 decembrie 1877, Betfia, județul Bihor - d. 4 aprilie 1919, Lunca, județul Bihor) a fost un avocat, luptător pentru drepturile naționale ale românilor din Transilvania, delegat la Marea Adunarea Națională de la 1 decembrie 1918 de la Alba Iulia, membru în Marele Sfat Național. A fost președinte al despărțământului ASTRA din Beiuș. A înființat Societatea de cântări "Lyra" și Banca "Drăganul". Pentru susținerea și dezvoltarea culturii și limbii române a înființat tipografia și librăria "Doina". A organizat și condus Garda națională din Beiuș. Datorită faptului că armata română a întârziat cu sosirea în Beiuș, iar regimul comunist al lui Bela Kun a supravietuit încă trei luni în acea regiune, în noaptea de 3/4 aprilie 1919 a fost ridicat de la domiciliul său, omorât și îngropat în satul Lunca. Tot în acest fel a sfârșit și avocatul român Nicolae Bolcaș, colegul său de activități din asociațiune.[8]
- Iuliu Hirțea (1914 - 1978), episcop român unit (greco-catolic)
- Ioan De Sabata (1928 - 2006), profesor universitar doctor, Profesor emerit și Prorector al Institutului Politehnic Timișoara
- Ioan M. Anton (1924-2011), Academician, Prof.univ.dr. și Rector al Institutului Politehnic Timișoara
- Adrian Pintea (1954 - 2007), actor;
- Mircea Malița (n. 20 februarie 1927 - 2018), Academician, matematician, eseist, diplomat (ambasador în SUA),
- Ioan Pop de Popa (n. 6 octombrie 1927 - d. 30 aprilie 2021), Prof.univ.dr, medic specialist în chirurgie cardio-vasculară. Prima operație pe cord deschis din România; senator
- Sabin-Adrian Luca (n. 1959), arheolog, profesor universitar;
- Adrian Inimăroiu (n. 1965), politician, fost primar al Sectorului 4 din București;
- Gheorghe Solomie (n. 1969), rugbist;
- Remus Ganea (n. 1972), fotbalist;
- Cosmin Bodea (n. 1973), fotbalist.